# Kn
Kn – dwuznak występujący w języku angielskim. Oznacza n czytane bez poprzedzającego je k. W języku niderlandzkim czytane jako kn (przykład: „knie” – kni (kolano))